# 小行星2551
小行星2551（2551 Decabrina）是一颗绕太阳运转的小行星，为主小行星带小行星。该小行星于1976年12月16日发现。
該小行星以十二月黨人起義命名。

## 轨道参数
小行星2551的轨道半长轴为3.1524052 UA，离心率为0.178。